# 넵튠 (기업)
넵튠(Neptune)은 대한민국의 캐쥬얼 모바일 게임 기업이다. 본사는 경기도 성남시 도담빌딩 황새울로 246 9층에 위치해 있으며 대표이사는 유태웅·강율빈이다.

## 상장
2016년 12월 14일 대신밸런스스팩1호와 합병하여 상장하였다.

## 참고문헌
1. ↑  이지은, 대신증권 Company Visit Report-넵튠, 2023년 9월 14일
2. ↑  이윤선, 한국IR협의회 기술분석보고서 넵튠-2021.11.04[깨진 링크(과거 내용 찾기)]
3. ↑  이원용, 넵튠, 강율빈 단독 대표 체제로…유태웅 대표 님블뉴런으로, 글로벌이코노믹, 2024-04-01
4. ↑  넵튠 각자 대표이사 체제...정욱 대표는 전략책임자로, 딜사이트, 2023.03.29